# Eurytoma palliditarsis
Eurytoma palliditarsis is een vliesvleugelig insect uit de familie Eurytomidae. De wetenschappelijke naam is voor het eerst geldig gepubliceerd in 1911 door Cameron.